# Nero Burning ROM
Nero Burning ROM, frecvent numită doar Nero, este un software de ardere medii optice program pentru Microsoft Windows de Nero AG, fostă Ahead Software.În versiunea 6, programul a fost o parte din software-ul Nero Suite.